# Odysseus
Program Odyseusz - (ang. Odysseus programme) - program Unii Europejskiej z dziedziny polityki publicznej i bezpieczeństwa prawnego. Dotyczy wspierania kształcenia, wymiany informacji i współpracy w zakresie azylu, ochrony granic zewnętrznych oraz imigracji. Nazwa nawiązuje do mitologicznego Odyseusza - bohatera Odysei Homera, legendarnego króla Itaki, żołnierza i podróżnika.
Program zatwierdzony został przez Radę Europejską 19 marca 1998 i uruchomiony w tymże roku. Skierowany został przede wszystkim do administracji, władz lokalnych i uniwersytetów aby finansować seminaria edukacyjne, warsztaty, studia i badania naukowe, wymianę pomiędzy instytucjami zajmującymi się takimi dziedzinami jak np. migracje, azyle, współpraca przygraniczna. W realizacji zadań wynikających z programu odbywało się kształcenie i doszkolenie urzędników, funkcjonariuszy straży granicznej oraz pracowników konsulatów. Istotnym elementem Odysseusa była również międzypaństwowa wymiana funkcjonariuszy, prace studyjne i badawcze. Efektem stało się przyjęcie minimalnych wspólnotowych standardów traktowania azylantów. Projekt zamknięty został 31 marca 2001 r.
Zasadniczymi zadaniami Programu są:
- praktyczna współpraca pomiędzy urzędami zajmującymi się realizacją polityki w zakresie azylu i imigracji
- rozwój współpracy w zakresie kształcenia i wymiany urzędników
- włączenie krajów trzecich do współpracy z Unią Europejską
- zwalczanie nielegalnej imigracji i fałszowania dokumentów

Program ten obejmował kraje należące do Unii Europejskiej oraz państwa stowarzyszone i kraje trzecie.